# Георгій Давітнідзе
Георгій Давітнідзе (груз. დავითნიძე გიორგი, нар. 18 липня 1978, Руставі, Грузинська РСР) — грузинський футболіст, захисник.

## Кар'єра гравця
Георгій Давітнідзе народився 18 липня 1978 року у місті Руставі. У 1994 році розпочав професіональну кар'єру у клубі «Мретебі» (Тбілісі). 1995 року перейшов до складу тбіліського «Динамо», кольори якого захищав до 1997 році. 1998 року захищав кольори клубу «Мерані-91».
У 1999 році залишив Грузію та підписав контракт з українським клубом «Нива» (Тернопіль). 10 квітня 1999 року дебютував у футболці тернопільської команди у програному (1:2) виїзному поєдинку 20-го туруВищої ліги чемпіонату України проти запорізького «Металурга». Георгій вийшов на поле на 63-ій хвилині, замінивши Ігоря Біскупа. Загалом у складі «Ниви» зіграв 6 поєдинків.
Того ж року залишив Україну та повернувся до Грузії, де провів сезон 1999/00 років у місцевому «Колхеті-1913».
2000 року знову покидає Грузію. Цього разу переїжджає до Росії, підписавши контракт з представником російської Прем'єр-ліги, клубом «Уралан». Свій перший та останній матч у футболці російського клубу зіграв 13 серпня 2000 року у програному (0:1) домашньому поєдинку 21-го туру російської Прем'єр-ліги проти московського «Динамо». Давітнідзе вийшов на поле у стартовому складі, на 50-ій хвилині отримав жовту картку, а на 68-ій хвилині був замінений на Срджана Савичевича.
З 2001 по 2008 роки виступав у складі грузинських клубів «Мерані-91», «Локомотив» (Тбілісі), «Діла», «Амері».
Останнім клубом у кар'єрі гравця для Георгія Давітнідзе став ізраїльський «Хапоель» (Бней-Лод), кольори якого він захищав у сезоні 2008/09 років.

## Кар'єра у збірній
12 серпня 1998 року дебютував у складі національної збірної Грузії у програному (0:1) товариському матчі проти Азербайджану. Георгій вийшов у стартовому складі, отримав жовту картку та був замінений на Іраклія Вашакідзе

## Титули і досягнення
- Чемпіон Грузії (2):

«Динамо» (Тбілісі): 1995-96, 1996-97
- Володар Кубка Грузії (5):

«Динамо» (Тбілісі): 1995-96, 1996-97
«Локомотив» (Тбілісі): 2001-02
«Амері» (Тбілісі): 2005-06, 2006-07
- Володар Суперкубка Грузії (4):

«Динамо» (Тбілісі): 1996, 1997
«Амері» (Тбілісі): 2006, 2007